# Guiana (otok)
Guiana je otok uz sjeveroistočnu obalu Antigve, između poluotoka Parham i otoka Crump. Čini južnu obalu North Sounda i četvrti je najveći otok Antigve i Barbude. Od otoka Antigve je udaljen samo 40 metara.

## Biljke i životinje
Otok je utočište jelena lopatara, nacionalne životinje Antigve.

## Povijest i razvoj
Otok je nekada bio u vlasništvu Allena Stanforda koji je u SAD- u osuđen za prijevaru. Vlada Antigve i Barbude je prodala otok i kopnene lokacije kineskim investitorima nazvanim YIDA projektom kao poluautonomnom posebnom gospodarskom zonom.